# Mesquita d'Al-Aqsa

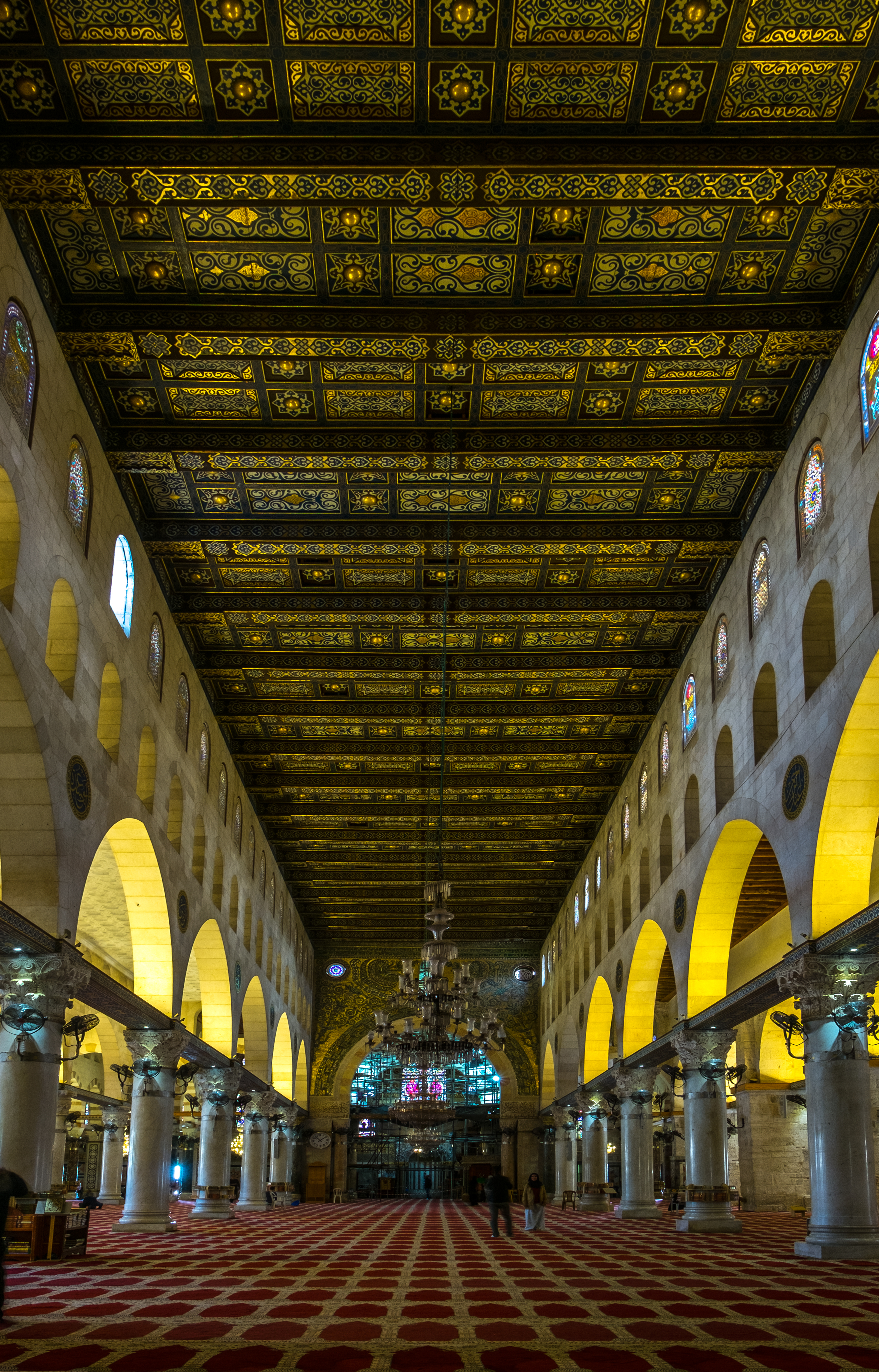
Vista interior

La mesquita d'al-Aqsa (àrab: المسجد الاقصى, al-Masjid al-aqṣà, literalment ‘la Mesquita llunyana’) forma part del complex religiós conegut com a Esplanada de les mesquites de Jerusalem.
«La Mesquita llunyana» fa referència a una aleia de l'Alcorà que hom anomena El viatge nocturn (Làylat al-Miraj), en la qual es diu que el profeta Mahoma viatjà des de la Meca fins al cel en un cavall alat. La tradició musulmana diu que Mahoma va pujar al cel des d'aquesta esplanada l'any 621. Per aquest motiu, la mesquita és el tercer lloc més important per a l'islam.
Després de la Cúpula de la Roca, la primera mesquita d'al-Aqsa fou construïda pels omeies i finalitzada el 710. Existeixen proves que la mesquita fou construïda sobre les ruïnes de part del temple de Jerusalem original. L'estructura fou destruïda a causa de diversos terratrèmols, i reconstruïda cinc cops com a mínim. L'última gran reconstrucció data del 1035.
Al-Aqsa és la mesquita més gran de Jerusalem; s'hi poden encabir unes 5.000 persones, ja sia a dins com al voltant de la mesquita. Està construïda seguint una mescla d'estils. En el temps del Regne de Jerusalem, la mesquita fou utilitzada com a palau i fou anomenada temple de Salomó, perquè es creia que havia estat edificada en el mateix lloc que el primer Temple de Jerusalem.
Donat que la part exterior del mur que rodeja la mesquita és el mur de les Lamentacions, venerat pels jueus, aquest és un "punt calent" on de vegades es produeixen enfrontaments. Ha estat a voltes objectiu de l'atac d'extremistes, però els serveis de seguretat israelians han frustrat la major part d'aquests intents. Algun cop, els musulmans han llençat pedres contra els jueus que pregaven al mur. Un grup jueu denominat "Els fidels del Mont del Temple" té plans per reconstruir el temple de Jerusalem.
Les Brigades dels Màrtirs d'Al-Aqsa prengueren el nom d'aquesta mesquita. segons sembla per causa de la polèmica visita que Ariel Xaron feu a aquest lloc l'any 2000 i que constituí el detonant del que avui s'anomena segona intifada o intifada d'Al-Aqsa.
Fou assaltada i incendiada el 10 de maig de 2021 per un atac israelià, amb la celebració de la multitud jueva al Mur de les Lamentacions.